# Route nationale 23bis
Die N23bis war ein Seitenast der Route nationale 23. Die Nationalstraße wurde 1862 in das Nationalstraßennetz aufgenommen und entstand aus mehreren Routes départementales und Routes stratégiques. Sie verlief in zwei Teilen zwischen Pré-en-Pail und Ancenis. 1973 erfolgte die Abstufung der N23bis. Von den Route stratégique 6, 12 und 27 stammen die Teilabschnitte zwischen Jais und Villiers-Charlemagne, Candé und Pouillé-les-Côteaux, sowie Château-Gontier und Segré. Die restlichen Abschnitte dazwischen aus der D12, D13 und D19.